# Santa Barbara Island
Santa Barbara Island – mała wyspa archipelagu Channel Islands w Kalifornii, w Stanach Zjednoczonych.
Wyspa leży około 60 km od półwyspu Palos Verdes w hrabstwie Ventura, niedaleko Los Angeles, jej łączna powierzchnia wynosi około 2,6 km², jest najmniejszą z ośmiu wysp archipelagu Channel Islands i zarazem najbardziej wysuniętą na południe wyspą Parku Narodowego Channel Islands. Najwyższym szczytem na wyspie jest Signal Hill (193 m).

## Geologia, fauna i flora
Pomimo tego, że wyspa nie jest wulkanem składa się głównie z mioceńskich skał wulkanicznych (głównie bazaltu) i osadów morskich. W pobliżu wyspy leżą dwie skały: Shag Rock (0,004 km²) i Sutil Island (0,049 km²).
Na wyspie znajduje się duża kolonia lwów morskich i kolonie lęgowe ptaków morskich, m.in. zagrożonego gatunku Murrelet Xantus.
Dudleya traskiae to rzadki, endemiczny sukulent rosnący na wyspie, znany pod nazwą Santa Barbara Island liveforever.

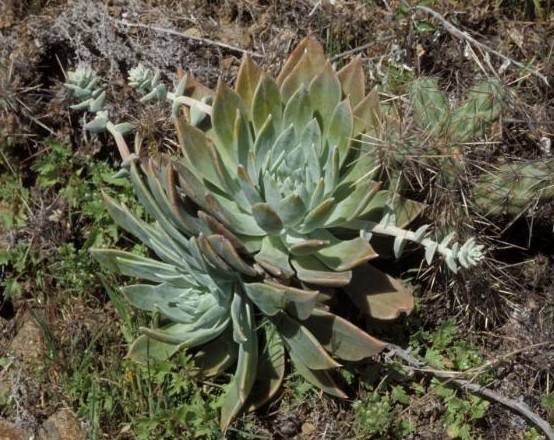
Dudleya traskiae
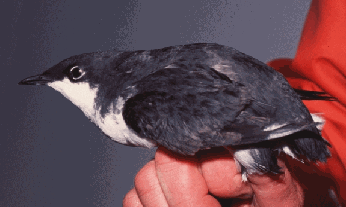
Morzyk piskliwy